# Dendrobangia boliviana
Dendrobangia boliviana là một loài thực vật có hoa trong họ Cardiopteridaceae. Loài này được Rusby mô tả khoa học đầu tiên năm 1896.